# Жерјавинец
Жерјавинец је насеље у саставу Града Загреба. Налази се у четврти Сесвете, Република Хрватска.

## Историја
До територијалне реорганизације у Хрватској налазио се у саставу старе загребачке приградске општине Сесвете.

## Становништво
На попису становништва 2011. године, Жерјавинец је имао 556 становника.

## Попис1991.
На попису становништва 1991. године, насељено место Жерјавинец је имало 410 становника, следећег националног састава:
| Попис 1991.‍  | Попис 1991.‍  | Попис 1991.‍ | Попис 1991.‍ | Попис 1991.‍ |
| ------------ | ------------ | ----------- | ----------- | ----------- |
|              |              |             |             |             |
| Хрвати       | Хрвати       |             | 397         | 96,82%      |
| Муслимани    | Муслимани    |             | 3           | 0,73%       |
| Срби         | Срби         |             | 2           | 0,48%       |
| остали       | остали       |             | 1           | 0,24%       |
| неопредељени | неопредељени |             | 5           | 1,21%       |
| непознато    | непознато    |             | 2           | 0,48%       |
| укупно: 410  |              |             |             |             |